# 50e cérémonie des Prix Guldbagge
La 50e cérémonie des Prix Guldbagge, organisée par l'Institut suédois du film, a lieu le 26 janvier 2015 au Cirkus de Stockholm, et récompense les films sortis en 2014. Elle est présentée par Petra Mede et retransmise en direct sur Sveriges Television.

## Présentateurs et intervenants
Par ordre d'apparition.
- Petra Mede, hôtesse de la cérémonie

## Palmarès

### Meilleur film
- Snow Therapy
  - Un pigeon perché sur une branche philosophait sur l'existence
  - Gentlemen

### Meilleure réalisation
- Ruben Östlund – Snow Therapy
  - Mikael Marcimain – Gentlemen
  - Roy Andersson – Un pigeon perché sur une branche philosophait sur l'existence

### Meilleure actrice
- Saga Becker – Something Must Break
  - Lisa Loven Kongsli – Snow Therapy
  - Vera Vitali – My So-Called Father

### Meilleur acteur
- Sverrir Gudnason – Flugparken
  - David Dencik – Gentlemen
  - Johannes Bah Kuhnke – Snow Therapy

### Meilleure actrice dans un second rôle
- Anita Wall – Home
  - Fanni Metelius – Snow Therapy
  - Ruth Vega Fernandez  – Gentlemen

### Meilleur acteur dans un second rôle
- Kristofer Hivju – Snow Therapy
  - Peter Andersson – Flugparken
  - Sverrir Gudnason – Gentlemen

### Meilleur scénario
- Ruben Östlund – Snow Therapy
  - Ester Martin Bergsmark et Eli Levén – Something Must Break
  - Klas Östergren – Gentlemen

### Meilleure photographie
- Fredrik Wenzel – Snow Therapy
  - Fredrik Wenzel – The Quiet Roar
  - Jallo Faber  – Gentlemen

### Meilleur film étranger
- Deux jours, une nuit
  - Boyhood
  - Ida

### Meilleur court-métrage
- Still Born
  - But You Are a Dog
  - My Friend Lage

### Meilleur documentaire
- Concerning Violence
  - Apt. + Car + All I Have and Own
  - Ute på landet

### Meilleur Art direction
- Ulf Jonsson, Nicklas Nilsson, Sandra Parment, Isabel Sjöstrand 
et Julia Tegström – Un pigeon perché sur une branche philosophait sur l'existence
  - Linda Janson – Gentlemen
  - Pelle Magnestam – Tjuvarnas jul – Trollkarlens dotter

### Meilleure audience
- Mattias Bärjed et Jonas Kullhammar – Gentlemen
  - Erik Enocksson – The Quiet Roar
  - Hani Jazzar et Gorm Sundberg – Un pigeon perché sur une branche philosophait sur l'existence

### Meilleur Son
- Andreas Franck – The Quiet Roar
  - Andreas Franck, Erlend Hogstad et Gisle Tveito – Snow Therapy
  - Hugo Ekornes et Per Nyström – Gentlemen

### Meilleur Maquillage
- Anna Carin Lock et Anja Dahl – Gentlemen
  - Linda Sandberg – Un pigeon perché sur une branche philosophait sur l'existence
  - Susanna Rafstedt – Tjuvarnas jul – Trollkarlens dotter

### Meilleur costumes
- Cilla Rörby – Gentlemen
  - Julia Tegström  – Un pigeon perché sur une branche philosophait sur l'existence
  - Kicki Ilander  – Tjuvarnas jul – Trollkarlens dotter

### Meilleur monatge
- Jacob Secher Schulsinger et Ruben Östlund – Snow Therapy
  - Alexandra Strauss – Un pigeon perché sur une branche philosophait sur l'existence
  - Kristofer Nordin – Gentlemen

## Statistiques

### Nominations multiples
- 13: Gentlemen
- 10: Snow Therapy
- 7: Un pigeon perché sur une branche philosophait sur l'existence
- 3: The Quiet Roar - Tjuvarnas jul – Trollkarlens dotter
- 2: Something Must Break - Flugparken